# Eixendorfer See
Der Eixendorfer See liegt an der Schwarzach östlich von Neunburg vorm Wald, Landkreis Schwandorf, in der Oberpfalz.

## Talsperre
Der See dient dem Hochwasserschutz, der Niedrigwasseraufhöhung (Wasserregulierung), der Stromerzeugung aus Wasserkraft und der Erholung und wurde am 19. November 1975 in Betrieb genommen. Im Normalfall ist die Talsperre nur halb gefüllt; der restliche Stauraum (13,2 Mio. m³) ist für den Hochwasserschutz vorgesehen. Der Speicher wird vom Wasserwirtschaftsamt Weiden, das Kraftwerk Eixendorf von den Bayerischen Landeskraftwerken betrieben.
Der Staudamm ist ein Steinschüttdamm mit einer Asphaltbeton-Innendichtung. Über den Damm führt eine Straße.
Im Stausee versanken (flussabwärts aufgezählt) die Höllmühle von Rötz, die Obermühle, der Seebarnhammer und das Dorf Eixendorf von Neunburg vorm Wald, von dem ein Weiler Eixendorf höher am Berg mit Siedlungsgruppen links und rechts des Sees fortbesteht, sowie eine Teilstrecke der ehemaligen Bahnlinie Rötz–Bodenwöhr, die links der Schwarzach im Tal verlief.

## Kraftwerk
Das Wasserkraftwerk Eixendorf hat eine Ausbau-Leistung von 950 kW; der Ausbaudurchfluss beträgt 6,8 m³/s, die maximale Fallhöhe 24,3 m. Die Stromerzeugung erfolgt mittels einer Kaplanturbine. Das Regelarbeitsvermögen beträgt 3,8 Mio. kWh pro Jahr.

## Bildergalerie

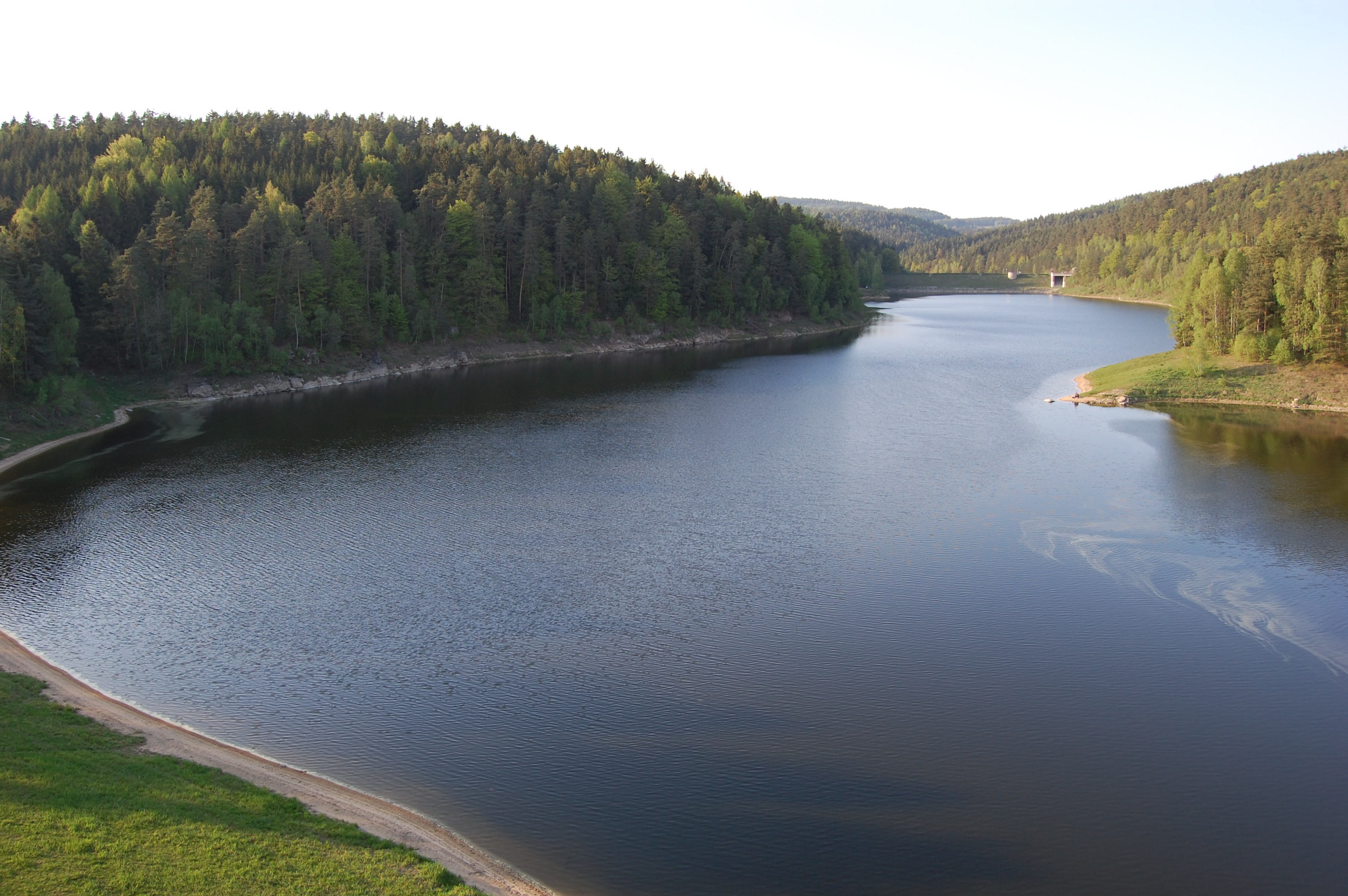
Eixendorftalsperre mit Staumauer
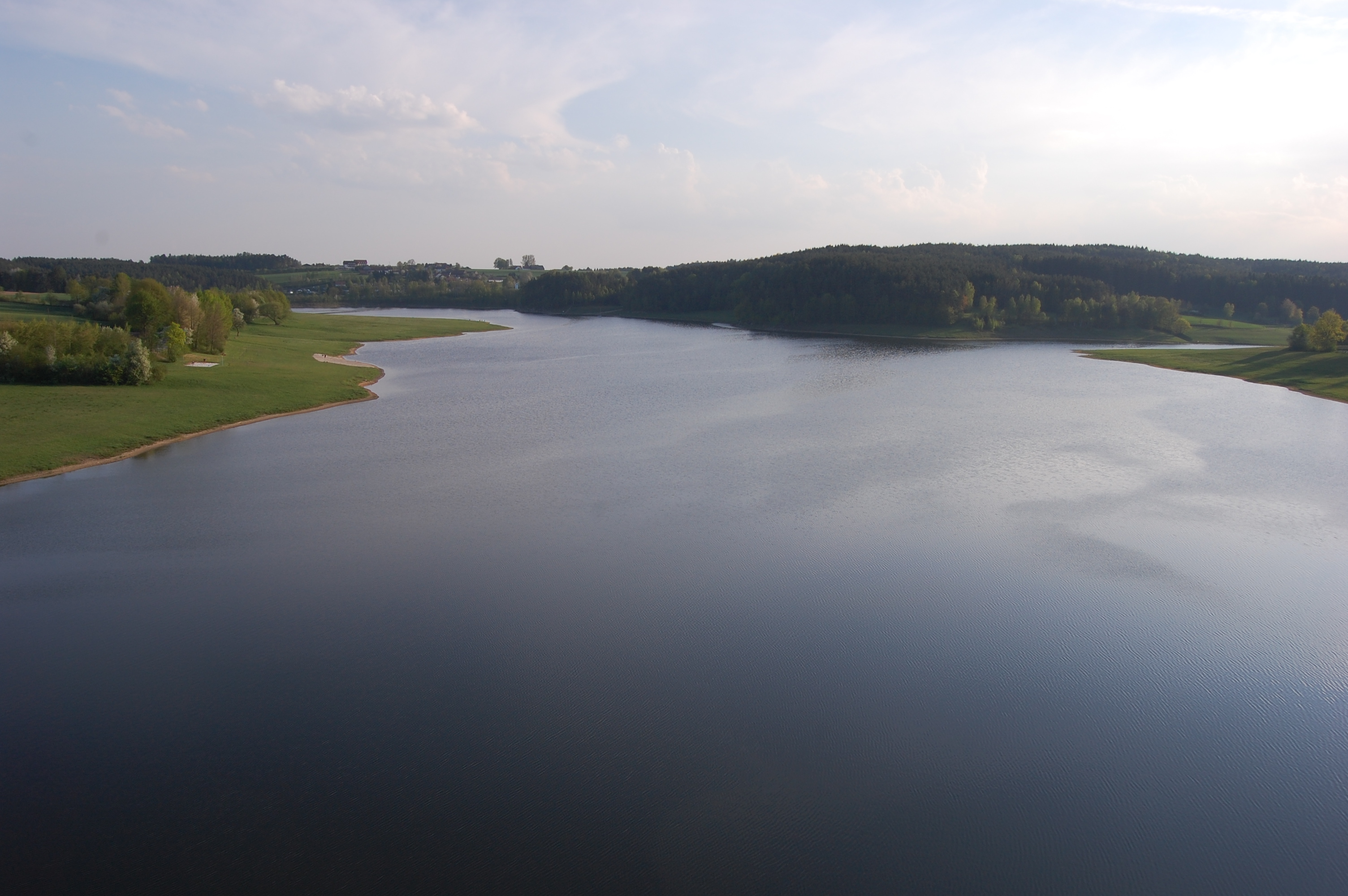
Eixendorftalsperre (2011)